# Lars Hambræus (präst)
Lars Hambræus, född 1750, död 1810, var en svensk präst och riksdagspolitiker.
Hambræus var son till kyrkoherden Per Hambræus samt bror till kontraktsprosten i Umeå Olof Hambræus och grosshandlaren i Stockholm Michael Hambrée. Han efterträdde sin far som kyrkoherde i Enångers församling 1785, blev teologie doktor 1800 och kontraktsprost där 1801. 1803 blev han kyrkoherde i Bollnäs församling och utsågs även där till kontraktsprost 1807. Lars Hambræus var politiskt verksam och satt i 1789 års och 1800 års riksdagar. Hans brev från dessa riksdagar utgör i dag viktiga historiska dokument från dessa möten.